# Nesosisyphus regnardi
Nesosisyphus regnardi är en skalbaggsart som beskrevs av Charles A. Alluaud 1898. Nesosisyphus regnardi ingår i släktet Nesosisyphus och familjen bladhorningar. Inga underarter finns listade i Catalogue of Life.